# Guillaume VIII de Hesse-Cassel
Guillaume VIII de Hesse-Cassel (en allemand : Wilhelm VIII von Hessen-Kassel) (10 mars 1682 - 1er février 1760) est landgrave de Hesse-Cassel de 1751 à 1760.

## Biographie

### Généalogie
Guillaume VIII de Hesse-Cassel appartint à la première branche de la Maison de Hesse, elle-même issue de la première branche de la Maison de Brabant. Cette lignée de Hesse-Cassel est la plus ancienne de la Maison de Hesse. Les descendants actuels ont pour ancêtres les Électeurs de Hesse et de Hesse-Philippstal.

### Origines et familles
Second fils de Charles Ier de Hesse-Cassel et d'Amélie de Courlande, Guillaume VIII de Hesse-Cassel est le frère cadet du landgrave Frédéric Ier qui devient par mariage roi de Suède, et de la princesse douairière Marie-Louise d'Orange-Nassau qui est régente des Provinces-Unies.

### Régent de Hesse-Cassel
Après l'accession de son frère aîné Le père du landgrave Charles Ier de Hesse-Cassel meurt en (1730), l'héritier du trône Frédéric Ier, roi de Suède depuis 1720 étant retenu à Stockholm, Guillaume de Hesse-Cassel est chargé de la régence et des affaires du gouvernement de Hesse-Cassel.
De plus, le roi de Suède n'ayant pas au d'enfant, le fils aîné du landgrave Guillaume, également prénommé Frédéric semble appelé à succéder à terme au trône de Hesse-Cassel et a été brillamment marié à la fille du roi de Grande-Bretagne George II, or en 1749, le jeune homme se convertit au catholicisme, ce qui provoque la réunion des VIIIe états-généraux.

### Landgrave de Hesse-Cassel
Frédéric Ier de Suède meurt effectivement sans descendance en 1751 et, après 21 ans de régence, Guillaume lui succède sous le nom de Guillaume VIII.

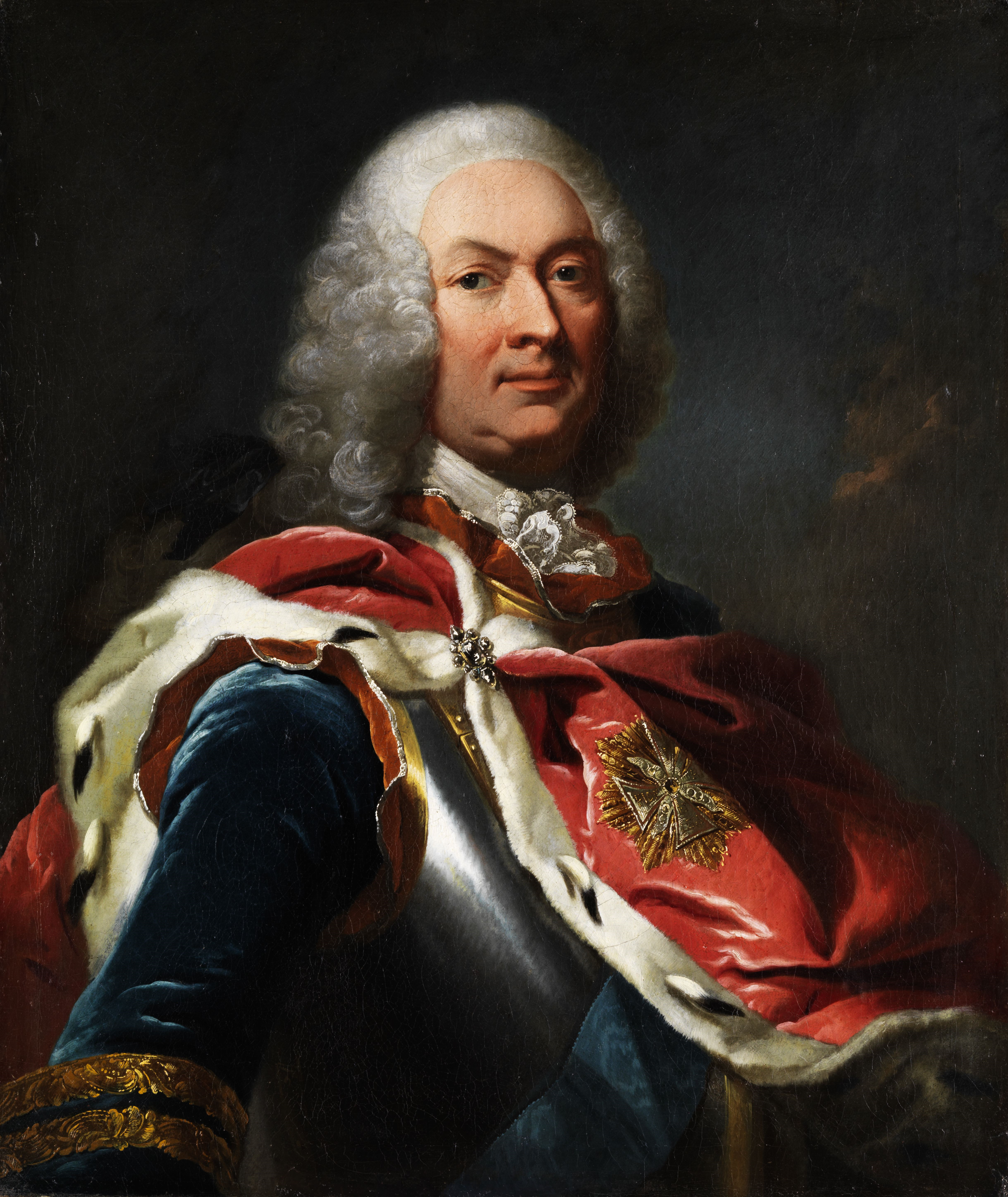
Guillaume VIII de Hesse-Cassel par Johann Heinrich Tischbein l'Ancien vers 1755.

En 1753, Guillaume VIII pose la première pierre du château de Wilhelmsthal. Il acquiert le tableau la Prière de Jacob de Rembrandt et le Couronnement du héros de vertu de Rubens.
Malgré la conversion de son fils ou peut-être à cause d'elle, il fait publier en 1754 plusieurs règlements restrictifs contre les catholiques. Il interdit le culte catholique dans ses états, interdit aux catholiques de servir dans l'administration et contraint également son fils à renoncer à l'héritage du comté de Hanau-Münzenberg.

### La Guerre de Sept ans
Son règne est surtout marqué par la guerre de Sept Ans 1756-1763). Farouche protestant, ayant marié son fils à une princesse britannique et proche parent de Frédéric II de Prusse il y participe aux côtés de la Prusse et de l'Angleterre contre la France et l'Autriche.
Cette guerre a des conséquences désastreuses pour la Hesse-Cassel. Le landgraviat est le théâtre de nombreuses batailles, les Français occupent à plusieurs reprises la ville de Cassel. Il en résulte une importante dévastation du landgraviat de Hesse-Cassel.
Le landgrave meurt le 1er février 1760 à l'âge de 78 ans.

## Famille
Il épouse, le 27 septembre 1717 au château de Moritzbourg, la duchesse Dorothée-Wilhelmine de Saxe-Zeitz (1691-1743), fille du duc Maurice-Guillaume de Saxe-Zeitz et de la duchesse Marie-Amélie de Brandebourg-Schwedt. Ils ont trois enfants.
- Charles de Hesse-Cassel, prince de Hesse-Cassel (21 août 1718 - 17 octobre 1719), célibataire, sans enfants ;
- Frédéric II de Hesse-Cassel, 9e landgrave de Hesse-Cassel (14 août 1720 - 31 octobre 1785) épouse en premières noces la princesse Marie de Grande-Bretagne (5 mars 1723 - 14 janvier 1772), dont descendance, puis épouse en secondes noces la princesse Philippine de Brandebourg-Schwedt (10 octobre 1745 - 1er mai 1800), sans descendance ;
- Marie-Amélie de Hesse-Cassel (7 juillet 1721 - 19 novembre 1744), célibataire, sans enfants.

## Distinctions

### Décorations étrangères

#### Royaume de Pologne
Chevalier de l'Ordre de l'Aigle blanc (1723)